# التنين الأحمر (فلم)
التنين الأحمر (Red Dragon ريد دراغون) هو فيلم إثارة أمريكي أُنتج في 2002 مقتبس عن رواية التنين الأحمر من تأليف توماس هاريس.

## القصة
ويل غراهام، عميل FBI متقاعد، يتولى مهمة الإمساك بقاتل متسلسل ملقب ب «جنية الأسنان» بمساعدة القاتل المتسلسل المشهور هانيبال ليكتر.

## طاقم التمثيل
- ويل غراهام: إدوارد نورتون
- هانيبال ليكتر: أنتوني هوبكنز
- فرانسيس دولارهايد: رالف فاينس
- جاك كروفورد: هارفي كيتل
- فريدي لاوندز: فيليب سيمور هوفمان
- جدة دولارهايد: إلين بورستين
- مولي غراهام: ماري-لويز باركر
- ريبا ماكلين: إميلي واتسون

## طاقم الإنتاج
- المخرج: بريت راتنر
- مؤلف الموسيقى: داني إلفمان

## وصلات خارجية
- مقالات تستعمل روابط فنية بلا صلة مع ويكي بيانات